# Campionati mondiali di nuoto 1973
I primi campionati mondiali di nuoto si sono svolti a Belgrado, nell'allora Jugoslavia, dal 31 agosto al 9 settembre 1973.

## Medagliere
| Pos.   | Paese            | Oro | Argento | Bronzo | Totale |
| ------ | ---------------- | --- | ------- | ------ | ------ |
| 1      | Stati Uniti      | 15  | 16      | 7      | 38     |
| 2      | Germania Est     | 13  | 6       | 9      | 28     |
| 3      | Italia           | 2   | 1       | 2      | 5      |
| 4      | Svezia           | 2   | 1       | 1      | 4      |
| 4      | Ungheria         | 2   | 1       | 1      | 4      |
| 6      | Canada           | 1   | 3       | 2      | 6      |
| 7      | Australia        | 1   | 2       | 2      | 5      |
| 8      | Gran Bretagna    | 1   | 0       | 1      | 2      |
| 9      | Unione Sovietica | 0   | 4       | 1      | 5      |
| 10     | Paesi Bassi      | 0   | 2       | 0      | 2      |
| 11     | Francia          | 0   | 1       | 0      | 1      |
| 11     | Cecoslovacchia   | 0   | 1       | 0      | 1      |
| 13     | Giappone         | 0   | 0       | 6      | 6      |
| 14     | Germania Ovest   | 0   | 0       | 3      | 3      |
| 15     | Jugoslavia       | 0   | 0       | 1      | 1      |
| Totale | Totale           | 37  | 38      | 36     | 111    |

## Nuoto

### Uomini
| Evento               | Oro                                                                 | Perform.    | Argento                                                                          | Perform. | Bronzo                                                                | Perform. |
| Stile libero         |                                                                     |             |                                                                                  |          |                                                                       |          |
| 100 m                | Jim Montgomery                                                      | 51"70       | Michel Rousseau                                                                  | 52"08    | Michael Wenden                                                        | 52"52    |
| 200 m                | Jim Montgomery                                                      | 1'53"02     | Kurt Krumpholz                                                                   | 1'53"61  | Roger Pyttel                                                          | 1'53"97  |
| 400 m                | Rick DeMont                                                         | 3'58"18 RM  | Brad Cooper                                                                      | 3'58"70  | Bengt Gingsjö                                                         | 4'01"27  |
| 1500 m               | Stephen Holland                                                     | 15'31"85 RM | Rick De Mont                                                                     | 15'35"44 | Brad Cooper                                                           | 15'45"04 |
| Dorso                |                                                                     |             |                                                                                  |          |                                                                       |          |
| 100 m                | Roland Matthes                                                      | 57"47       | Mike Stamm                                                                       | 58"77    | Lutz Wanja                                                            | 59"08    |
| 200 m                | Roland Matthes                                                      | 2'01"87 RM  | Zoltán Verrasztó                                                                 | 2'05"89  | John Naber                                                            | 2'08"91  |
| Rana                 |                                                                     |             |                                                                                  |          |                                                                       |          |
| 100 m                | John Hencken                                                        | 1'04"02 RM  | Michail Chrjukin                                                                 | 1'04"61  | Nobutaka Taguchi                                                      | 1'05"61  |
| 200 m                | David Wilkie                                                        | 2'19"28 RM  | John Hencken                                                                     | 2'19"95  | Nobutaka Taguchi                                                      | 2'23"11  |
| Farfalla             |                                                                     |             |                                                                                  |          |                                                                       |          |
| 100 m                | Bruce Robertson                                                     | 55"69       | Joe Bottom                                                                       | 56"37    | Robin Backhaus                                                        | 56"42    |
| 200 m                | Robin Backhaus                                                      | 2'03"32     | Steven Gregg                                                                     | 2'03"58  | Hartmut Flöckner                                                      | 2'03"84  |
| Misti                |                                                                     |             |                                                                                  |          |                                                                       |          |
| 200 m                | Gunnar Larsson                                                      | 2'08"36     | Stan Carper                                                                      | 2'08"43  | David Wilkie                                                          | 2'08"84  |
| 400 m                | András Hargitay                                                     | 4'31"11     | Rod Strachan                                                                     | 4'33"60  | Rick Colella                                                          | 4'34"68  |
| Staffette            |                                                                     |             |                                                                                  |          |                                                                       |          |
| 4x100 m stile libero | Stati Uniti Mel Nash Joe Bottom Jim Montgomery John Murphy          | 3'27"18     | Unione Sovietica Igor Grivennikov Viktor Aboymov Vladimir Krivtsov Vladimir Bure | 3'31"36  | Germania Est Roland Matthes Roger Pyttel Peter Bruch Hartmut Flöckner | 3'33"33  |
| 4x200 m stile libero | Stati Uniti Kurt Krumpholz Robin Backhaus Rick Klatt Jim Montgomery | 7'33"22 RM  | Australia John Kulasalu Stephen Badger Brad Cooper Michael Wenden                | 7'43"65  | Germania Ovest Klaus Steinbach Werner Lampe Peter Nocke Folkert Meeuw | 7'43"68  |
| 4x100 m misti        | Stati Uniti Mike Stamm John Hencken Joe Bottom Jim Montgomery       | 3'49"49     | Germania Est Roger Pyttel Roland Matthes Jürgen Glas Hartmut Flöckner            | 3'53"24  | Canada Ian MacKenzie Peter Hrdlitschka Bruce Robertson Brian Phillips | 3'56"37  |

### Donne
| Evento               | Oro                                                                      | Perform.   | Argento                                                                   | Perform. | Bronzo                                                                         | Perform. |
| Stile libero         |                                                                          |            |                                                                           |          |                                                                                |          |
| 100 m                | Kornelia Ender                                                           | 57"54 RM   | Shirley Babashoff Enith Brigitha                                          | 58"87    | non assegnato                                                                  |          |
| 200 m                | Keena Rothhammer                                                         | 2'04"99    | Shirley Babashoff                                                         | 2'05"33  | Andrea Eife                                                                    | 2'05"52  |
| 400 m                | Heather Greenwood                                                        | 4'20"28    | Keena Rothhammer                                                          | 4'21"50  | Novella Calligaris                                                             | 4'21"79  |
| 800 m                | Novella Calligaris                                                       | 8'52"97 RM | Jo Harshbarger                                                            | 8'55"56  | Gudrun Wegner                                                                  | 9'01"82  |
| Dorso                |                                                                          |            |                                                                           |          |                                                                                |          |
| 100 m                | Ulrike Richter                                                           | 1'05"42    | Melissa Belote                                                            | 1'06"11  | Wendy Hogg                                                                     | 1'06"27  |
| 200 m                | Melissa Belote                                                           | 2'20"52    | Enith Brigitha                                                            | 2'22"15  | Andrea Gyarmati                                                                | 2'22"48  |
| Rana                 |                                                                          |            |                                                                           |          |                                                                                |          |
| 100 m                | Renate Vogel                                                             | 1'13"74    | Ljubov Rusanova                                                           | 1'15"42  | Brigitte Schuchardt                                                            | 1'15"82  |
| 200 m                | Renate Vogel                                                             | 2'40"01    | Hannelore Anke                                                            | 2'40"49  | Lynn Colella                                                                   | 2'41"71  |
| Farfalla             |                                                                          |            |                                                                           |          |                                                                                |          |
| 100 m                | Kornelia Ender                                                           | 1'02"53    | Rosemarie Kother                                                          | 1'02"68  | Mayumi Aoki                                                                    | 1'03"73  |
| 200 m                | Rosemarie Kother                                                         | 2'13"76 RM | Roswitha Beier                                                            | 2'16"77  | Lynn Colella                                                                   | 2'19"53  |
| Misti                |                                                                          |            |                                                                           |          |                                                                                |          |
| 200 m                | Andrea Hübner                                                            | 2'20"51 RM | Kornelia Ender                                                            | 2'21"21  | Kathy Heddy                                                                    | 2'23"84  |
| 400 m                | Gudrun Wegner                                                            | 4'57"51 RM | Angela Franke                                                             | 5'00"37  | Novella Calligaris                                                             | 5'02"02  |
| Staffette            |                                                                          |            |                                                                           |          |                                                                                |          |
| 4×100 m stile libero | Germania Est Kornelia Ender Andrea Eife Andrea Hübner Sylvia Eichner     | 3'52"45 RM | Stati Uniti Kim Peyton Kathy Heddy Heather Greenwood Shirley Babashoff    | 3'55"52  | Germania Ovest Jutta Weber Heidemarie Reineck Gudrun Beckmann Angela Steinbach | 3'58"88  |
| 4×100 m misti        | Germania Est Ulrike Richter Renate Vogel Rosemarie Kother Kornelia Ender | 4'16'84 RM | Stati Uniti Melissa Belote Marcia Morey Deena Deardurff Shirley Babashoff | 4'25"80  | Germania Ovest Angelika Grieser Petra Nows Gudrun Beckmann Jutta Weber         | 4'26"57  |

## Tuffi

### Uomini
| Evento                   | Oro           | Perform. | Argento       | Perform. | Bronzo        | Perform. |
| Trampolino 3m (dettagli) | Phil Boggs    | 618.57   | Klaus Dibiasi | 615.18   | Keith Russell | 579.48   |
| Piattaforma 10m          | Klaus Dibiasi | 559.53   | Keith Russell | 523.74   | Falk Hoffmann | 492.15   |

### Donne
| Evento          | Oro            | Perform. | Argento         | Perform. | Bronzo         | Perform. |
| Trampolino 3m   | Christa Köhler | 442.17   | Ulrika Knape    | 434.19   | Marina Janicke | 426.33   |
| Piattaforma 10m | Ulrika Knape   | 406.77   | Milena Duchková | 387.18   | Irina Kalinina | 381.42   |

## Nuoto Sincronizzato
| Evento  | Oro                                      | Perform. | Argento                              | Perform. | Bronzo                                   | Perform. |
| Solo    | Teresa Andersen                          | 120.460  | Jojo Carrier                         | 112.534  | Junko Hasumi                             | 104.830  |
| Duo     | Stati Uniti Teresa Andersen Gail Johnson | 118.391  | Canada Jojo Carrier Madeleine Ramsey | 112.917  | Giappone Masako Fujiwara Yasuko Fujiwara | 109.702  |
| Squadra | Stati Uniti                              | 117.617  | Canada                               | 112.918  | Giappone                                 | 107.311  |

## Pallanuoto
| Evento                 | Oro      | Argento          | Bronzo     |
| T. Maschile (Dettagli) | Ungheria | Unione Sovietica | Jugoslavia |